# Sara (Arrow)
Sara es el segundo episodio de la tercera temporada y cuadragésimo octavo episodio a lo largo de la serie estadounidense de drama y ciencia ficción, Arrow. El episodio fue escrito por Jake Coburn y Keto Shimizu y dirigido por Wendey Stanzler. Fue estrenado el 15 de octubre de 2014 en Estados Unidos por la cadena The CW.
Quentin pide la ayuda de la Flecha después de que otro arquero aparece en la ciudad y comienza a atacar empresarios. Usando la tecnología de A.R.G.U.S., Diggle descubre que el arquero es Simon Lacroix, quien es conocido bajo el nombre clave de Komodo. Mientras tanto, Ray comienza a perseguir a Felicty y el equipo recibe ayuda de Laurel cuando la misión sale mal. Por otra parte, Oliver comienza a preocuparse cuando nota que no ha recibido noticias de Thea en un tiempo y obliga a Roy a decirle la verdad sobre los motivos que tuvo su hermana para abandonar la ciudad y a pesar de haber hecho una promesa a su hermana, Laurel debate compartir un secreto acerca de Sara con su padre. En un flashback, Maseo le dice a Oliver que Amanda Waller ha ordenado su primer asesinato. Mientras Oliver mira hacia el alcance del rifle, ve que el objetivo es su mejor amigo, Tommy.

## Elenco
- Stephen Amell como Oliver Queen/la Flecha.
- Katie Cassidy como Laurel Lance.
- David Ramsey como John Diggle.
- Willa Holland como Thea Queen.
- Emily Bett Rickards como Felicity Smoak.
- Colton Haynes como Roy Harper/Arsenal.
- John Barrowman como Malcolm Merlyn/Arquero Oscuro.
- Paul Blackthorne como el capitán Quentin Lance.

## Continuidad
- Tommy Merlyn fue visto anteriormente en Three Ghosts como una alucinación de Oliver provocada por el vértigo.

- Tommy muere en Sacrifice debido al terremoto en los Glades.

- Thea y Malcolm Merlyn fueron vistos anteriormente en Unthinkable.
- El episodio marca la primera aparición de Simon Lacroix.
- Este episodio lidia con las repercusiones de la muerte de Sara.[3]

- Sara es asesinada en The Calm por una misteriosa figura.

- El equipo se concentra en encontrar a Simon Lacroix, a quien creen el asesino de Sara.

- Lacroix revela que la noche del asesinato de Sara él estuvo en Blüdhaven.

- Felicity revela que Ray Palmer ha estado acosándola para que acepte trabajar para él.
- Diggle le dice a Laurel que él y Lyla nombraran Sara a su hija.

## Desarrollo

### Producción
La producción de este episodio comenzó el 10 de julio y terminó el 18 de julio de 2014.

### Filmación
El episodio fue filmado del 21 de julio al 30 de julio de 2014.

### Casting
El 18 de julio de 2014, en una entrevista a TV Guide, Andrew Kreisberg confirmó el regreso de Colin Donnell en el flashback del segundo episodio. El 19 de agosto, se informó que Matt Ward fue elegido para interpretar a Simon Lacroix, un peligroso asesino que causa estragos en Starling City y que "estará más conectado a la mitología de la temporada que otros villanos de la semana".

## Recepción

### Recepción de la crítica
Jesse Schedeen de IGN calificó al episodio como grandioso y le otorgó una puntuación de 8.3, comentando: "Quizás Oliver Queen es sólo condenado a una vida de oscuridad y dificultades. Por lo menos lo hace para participar televisión.Sara exploró con eficacia las consecuencias emocionales de la muerte de la heroína y dio lugar a importantes momentos para varios personajes principales. El episodio también introdujo un sólido nuevo villano en Komodo, uno con el potencial de hacer mucho más en el futuro. A pesar de que el material centrado en Thea se sentía un poco fuera de lugar, se trató de un segundo episodio sólido para la temporada".